# 문천 공씨
문천 공씨(文川公氏)는 함경남도 문천군을 본관으로 하는 한국의 성씨이다.

## 역사
원시조 공윤보(公尹輔)는 공자의 제자인 공하수(公夏守)의 후손이며, 노(魯)나라 왕족의 후예로서 당나라 18학사의 한 명이라고 한다. 공윤보는 당 현종 때 안녹산의 난을 피하여 755년(신라 경덕왕 14년)에 귀화하여 김포에 터를 마련하여 김포 공씨의 시조가 되었다.
27세손 공보언(公普彦)이 조선 세조 때 불복신(不服臣)의 일파로 몰려 함경도 문천(文川)으로 유배되고 아전으로 강등되어 문천에 살게 되었다.

## 인구
- 1985년 104가구 502명
- 2000년 215가구 686명

## 같이 보기
- 김포 공씨

## 참고 자료
- “공 公”. 《斗山世界大百科事典》. 2022년 11월 30일에 확인함.